# 山門駅
山門駅（さんもんえき）は、京都府京都市左京区にある宗教法人鞍馬寺が運行するケーブルカー、鞍馬山鋼索鉄道の駅である。鞍馬鋼索鉄道の山下駅に相当し、その名のとおり鞍馬寺の山門（仁王門）をくぐってすぐの場所にある。

## 接続する鉄道路線
- 叡山電鉄
  - 鞍馬線鞍馬駅（徒歩で約5分）

## 歴史
- 1957年（昭和32年）1月1日：鞍馬山鋼索鉄道の開通に伴い開業。
- 1992年（平成4年）：事実上の駅舎として「普明殿」を新築。

## 駅構造
「普明殿」という仏堂（1992年（平成4年）完成）が、駅舎を兼ねている。1階の正面入口の正面には仏像（毘沙門天）が安置されている。
「牛若號III」の時代は、1階に「ケーブル受付」という事実上の乗車券売場があり、ここで係員に諸堂維持寄付金（事実上の運賃）を納めて乗車票を受け取っていた。待合所は1階の右側にあり、乗り場はその奥にあった。待合所にはケーブルカーの案内パネルがあった。この頃の「普明殿」の2階には展示スペースが設置され、下りのケーブルカーに乗車した場合は必ずこの展示スペースを通って1階に下るようになっていた。登りのケーブルカーに乗車する際はこの展示スペースを通らなかったが、待ち時間等に2階に上がって展示スペースを見学することは可能であった。
2016年（平成28年）の「牛若號IV」の運行開始後は、2階にケーブルの待合室と乗り場が移され、かつての乗り場が下りケーブルカーに乗車した乗客の出口となった。2階にかつてあった展示は、規模を縮小して1階に移され、2階は完全な待合室となっている。階段を上がった場所には事実上の乗車券である「寄進票」を発売する自動券売機が置かれている。
ホームの柱や手摺は「牛若號III」の時代は朱塗りであったが、改装後は黒塗りとなった。

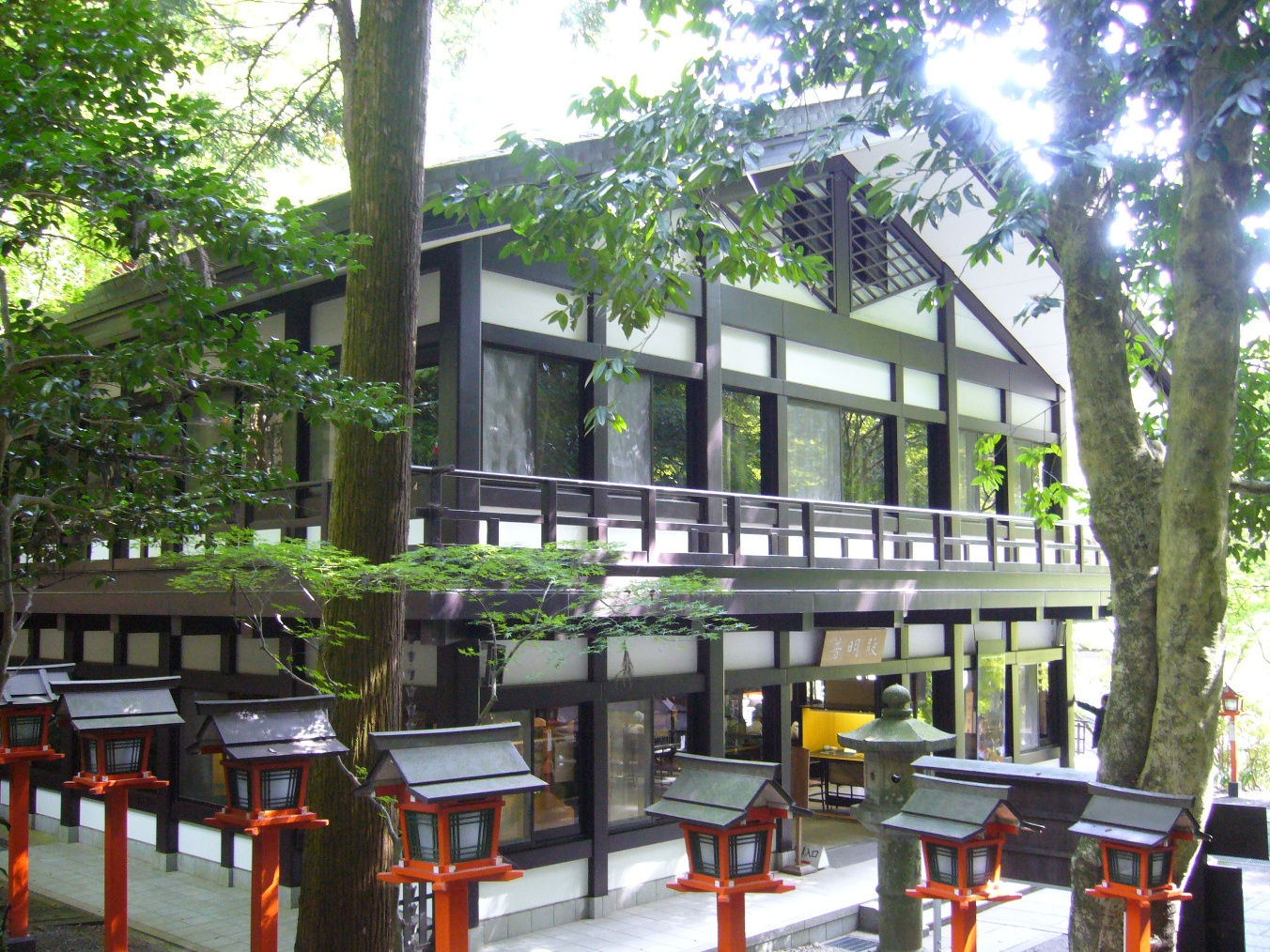
山門駅を兼ねる普明殿（2007年10月）
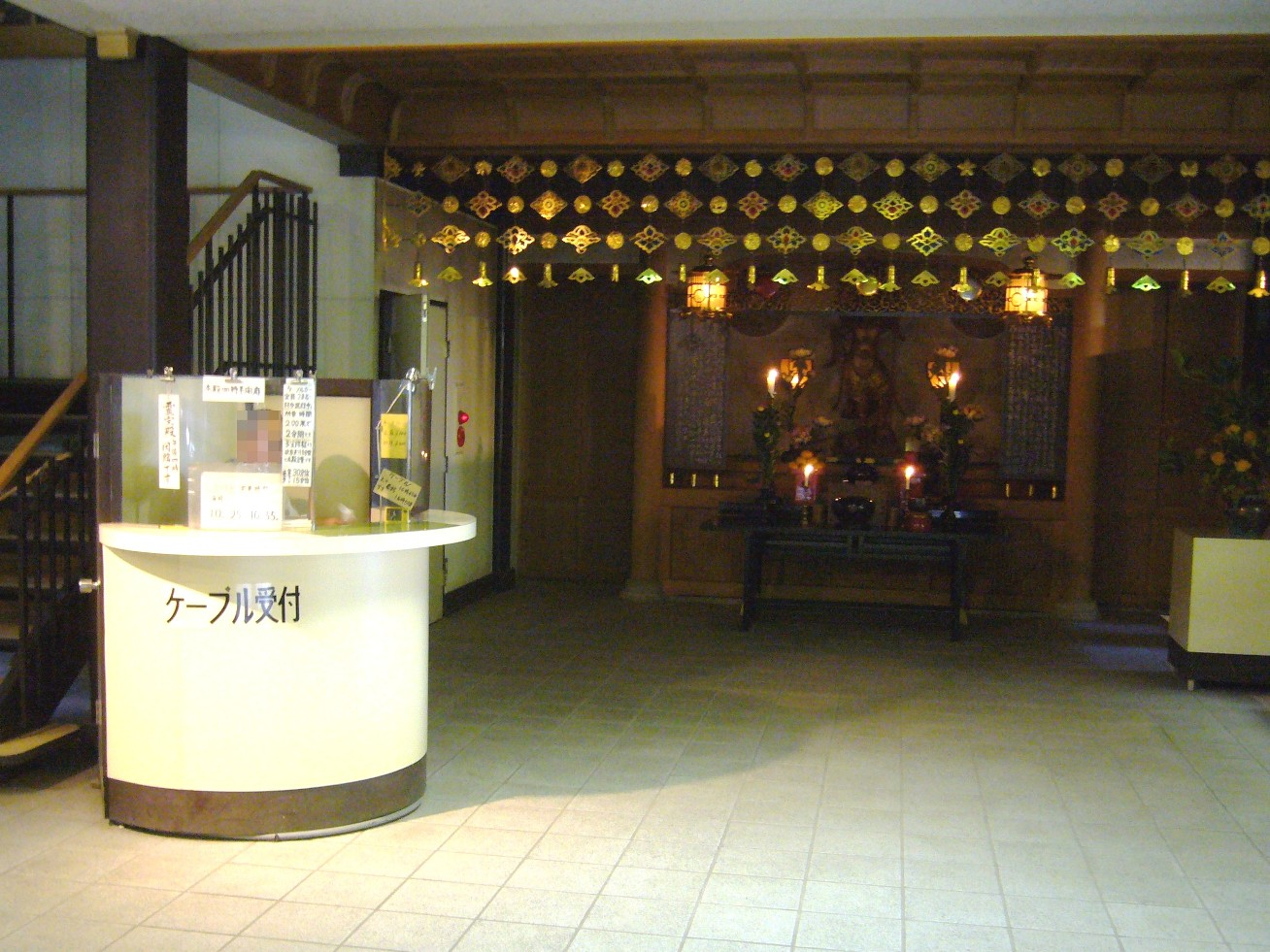
「牛若號III」時代、普明殿の内部にあった受付（2007年10月）

## 駅周辺
- 鞍馬寺山門
- 由岐神社
- 京都府道38号京都広河原美山線（鞍馬街道）

## 隣の駅
宗教法人鞍馬寺
鞍馬山鋼索鉄道
山門駅 - 多宝塔駅